# Zé Mário
Zé Mário (født 1. februar 1949) er en tidligere brasiliansk fodboldspiller og træner.